# Lý Thừa Vãn
Lý Thừa Vãn (tiếng Hàn: 이승만; Hanja: 李承晚, phát âm [iː.sɯŋ.man]; 26 tháng 3 năm 1875 – 19 tháng 7 năm 1965), còn được gọi là Syngman Rhee hoặc Rhee Syng-man, hoặc theo tên hiệu Unam, (우남; 雩南) là một chính trị gia người Hàn Quốc, giữ chức tổng thống đầu tiên của Hàn Quốc từ năm 1948 đến năm 1960. Lý Thừa Vãn cũng là tổng thống đầu tiên và cuối cùng của Chính phủ lâm thời Hàn Quốc từ năm 1919 đến khi bị luận tội vào năm 1925 và từ năm 1947 đến năm 1948. Ông cũng là Tổng thống của Cộng hòa Nhân dân Triều Tiên từ năm 1945 đến năm 1946. Với tư cách là tổng thống Hàn Quốc, chính phủ của Rhee được đặc trưng bởi chủ nghĩa độc đoán, phát triển kinh tế hạn chế và vào cuối những năm 1950, bất ổn chính trị ngày càng gia tăng và sự phản đối của công chúng đối với chế độ cai trị của ông.
Sinh ngày 26/03/1875 tại tỉnh Hwanghae (Hwanghae-do; 황해도; 黃海道), Joseon, Rhee theo học tại một trường Methodist của Mỹ, nơi ông cải sang Cơ đốc giáo. Ông trở thành một nhà hoạt động giành độc lập của Triều Tiên và bị cầm tù vì các hoạt động của mình vào năm 1899. Sau khi được thả vào năm 1904, ông chuyển đến Mỹ, nơi ông lấy bằng từ các trường đại học Mỹ và gặp Tổng thống Theodore Roosevelt và Woodrow Wilson. Sau một thời gian ngắn trở về Triều Tiên vào năm 1910–12, ông chuyển đến Hawaii vào năm 1913. Năm 1919, sau khi Nhật Bản đàn áp Phong trào 1 tháng 3, Rhee gia nhập Chính phủ lâm thời Hàn Quốc cánh hữu lưu vong tại Thượng Hải. Từ năm 1918 đến năm 1924, ông giữ chức Tổng thống đầu tiên của Chính phủ lâm thời Hàn Quốc cho đến khi bị luận tội vào năm 1925. Sau đó, ông trở về Mỹ, nơi ông vận động và gây quỹ cho nền độc lập của Triều Tiên. Năm 1939, ông chuyển đến Washington, DC. Năm 1945, ông được quân đội Mỹ đưa trở về Triều Tiên do Hoa Kỳ kiểm soát và lãnh đạo phong trào chống chế độ ủy thác chống lại cả chính quyền quân sự Mỹ và chính quyền quân sự Liên Xô. Ngày 20 tháng 7 năm 1948, ông được Quốc hội bầu làm tổng thống đầu tiên của Hàn Quốc, mở ra nền Đệ nhất Cộng hòa Hàn Quốc.
Với tư cách là tổng thống, Rhee tiếp tục quan điểm cứng rắn chống cộng sản và ủng hộ Mỹ, đặc trưng cho phần lớn sự nghiệp chính trị trước đây của ông. Vào đầu nhiệm kỳ tổng thống, chính phủ của ông đã dập tắt cuộc nổi loạn Jeju trên đảo Jeju, và các cuộc thảm sát Liên đoàn Bodo và Mungyeong đã được thực hiện nhằm vào những người bị tình nghi là ủng hộ cộng sản, khiến ít nhất 100.000 người thiệt mạng. Rhee là tổng thống trong thời gian Chiến tranh Triều Tiên (1950–1953) bùng nổ, trong đó Bắc Triều Tiên xâm lược Hàn Quốc. Ông từ chối ký hiệp định đình chiến chấm dứt chiến tranh, mong muốn thống nhất bán đảo bằng vũ lực.
Sau khi chiến sự kết thúc, nền kinh tế Hàn Quốc tụt hậu so với Triều Tiên và phụ thuộc rất nhiều vào viện trợ của Hoa Kỳ, mặc dù đã có những nỗ lực thành công trong cuộc chiến chống nạn mù chữ. Sau khi tái đắc cử vào năm 1956, ông đã thúc đẩy sửa đổi hiến pháp để xóa bỏ giới hạn hai nhiệm kỳ, bất chấp các cuộc phản đối của phe đối lập. Ông đã tái đắc cử mà không có đối thủ vào tháng 3 năm 1960, sau khi đối thủ của ông là Chough Pyung-ok qua đời vì ung thư trước khi cuộc bầu cử diễn ra. Sau khi đồng minh của Rhee là Lee Ki-poong giành chiến thắng trong cuộc bầu cử phó tổng thống tương ứng với tỷ lệ chênh lệch lớn, phe đối lập đã bác bỏ kết quả là gian lận, dẫn đến các cuộc biểu tình. Những cuộc biểu tình này đã leo thang thành Cách mạng tháng Tư do sinh viên lãnh đạo, trong đó cảnh sát đã bắn những người biểu tình ở Masan. Vụ bê bối xảy ra sau đó khiến Rhee từ chức vào ngày 26 tháng 4, mở ra nền Đệ nhị Cộng hòa Hàn Quốc. Sau khi từ chức, ông đã dành một tháng tại Nhà Ihwajang và lên đường lưu vong ở Hawaii bằng máy bay vào ngày 29 tháng 5. Tuy nhiên, theo Rhee, ông đã đến Hawaii để điều trị y tế. Ông nói rằng ông chưa bao giờ lưu vong — ông chỉ đơn giản là không thể trở về quê hương của mình. Ông đã dành phần đời còn lại của mình lưu vong ở Honolulu, Hawaii, và qua đời vì đột quỵ vào năm 1965. Thi hài ông được đem về Hàn Quốc và chôn cất tại nghĩa trang Quốc gia Hán thành, Seoul.

## Cuộc sống ban đầu và sự nghiệp

### Cuộc sống ban đầu
Lý Thừa Vãn sinh ngày 26 tháng 3 năm 1875 với tên Rhee Syng man tại Daegyeong, một ngôi làng ở huyện Pyeongsan, tỉnh Hwanghae, Joseon. Ông là người con thứ ba nhưng duy nhất còn sống trong số ba anh trai và hai chị gái (hai người anh trai của ông đều mất khi còn nhỏ) trong một gia đình nông thôn có thu nhập khiêm tốn. Gia đình ông có nguồn gốc từ Vua Triều Tiên Thái Tông. Ông là hậu duệ đời thứ 16 của Nhượng Ninh Đại quân thông qua người con trai thứ hai của mình, Yi Heun, được gọi là Jangpyeong Dojeong (장평도정;長平都正). Trường hợp này khiến ông trở thành họ hàng xa của sĩ quan quân đội thời Joseon giữa Yi Sun-sin (không nên nhầm lẫn với Đô đốc Yi Sun-sin). Mẹ ông là thành viên của gia tộc Kim Gimhae.
Năm 1877, khi mới hai tuổi, ông và gia đình chuyển đến Seoul, nơi ông được giáo dục theo truyền thống Nho giáo tại nhiều seodang ở  Nakdong (낙동; 駱洞) và Dodong (도동; 桃洞). Khi Rhee lên sáu tuổi, một căn bệnh đậu mùa đã khiến ông gần như bị mù cho đến khi được điều trị bằng thuốc tây, có thể là do một bác sĩ người Nhật Bản. Rhee được miêu tả là một ứng cử viên tiềm năng cho gwageo, kỳ thi công chức truyền thống của Triều Tiên, nhưng vào năm 1894, các cuộc cải cách đã bãi bỏ hệ thống gwageo, và vào tháng 4, ông đăng ký vào trường Paechae (배재학당; 培材學堂), một trường học Methodist của Mỹ, nơi ông cải sang đạo Thiên chúa. Ông học tiếng Anh và sinhakmun (신학문; 新學問; dịch nghĩa đen: "Chủ đề mới"). Gần cuối năm 1895, ông tham gia Câu lạc bộ Hyeopseong (Hữu nghị tương hỗ) (협성회; 協成會) do Seo Jae-pil thành lập, người đã trở về từ Mỹ sau thời gian lưu vong sau Đảo chính Gapsin. Ông làm việc với tư cách là người đứng đầu và là cây bút chính của các tờ báo Hyŏpsŏnghoe Hoebo và Maeil Sinmun, tờ báo sau là tờ nhật báo đầu tiên ở Triều Tiên. Trong thời gian này, Rhee kiếm tiền bằng cách dạy tiếng Hàn cho người Mỹ. Năm 1895, Rhee tốt nghiệp Trường Pai Chai.

### Hoạt động giành độc lập
Rhee tham gia vào các nhóm chống Nhật sau khi Chiến tranh Trung-Nhật lần thứ nhất kết thúc vào năm 1895, khi Joseon chuyển từ phạm vi ảnh hưởng của Trung Quốc sang Nhật Bản. Rhee bị buộc tội liên quan một âm mưu trả thù cho vụ ám sát Hoàng hậu Myeongseong, vợ của Vua Gojong, người bị các điệp viên Nhật Bản ám sát (được biết đến trong lịch sử Hàn Quốc là Sự kiện Chunsaengmun); tuy nhiên, một nữ bác sĩ người Mỹ Georgiana E. Whiting đã giúp ông tránh được các cáo buộc bằng cách cải trang ông thành bệnh nhân của bà và đến nhà chị gái ông. Rhee hoạt động như một trong những người đi đầu của phong trào giành độc lập của Hàn Quốc thông qua các tổ chức cơ sở như Câu lạc bộ Hyeopseong và Câu lạc bộ Độc lập. Rhee đã tổ chức một số cuộc biểu tình chống lại nạn tham nhũng và ảnh hưởng của Nhật Bản và Đế quốc Nga. Kết quả là, vào tháng 11 năm 1898, Rhee đạt được cấp bậc Uigwan (의관; 議官) trong Cơ quan lập pháp Hoàng gia, Jungchuwon (중추원; 中樞院).
Sau khi vào làm công chức, Rhee bị liên lụy vào một âm mưu lật đổ Vua Gojong khỏi quyền lực thông qua việc chiêu mộ Pak Yŏnghyo. Kết quả là, Rhee bị giam giữ tại nhà tù Gyeongmucheong (경무청; 警務廳) vào tháng 1 năm 1899. Các nguồn khác đưa ra năm bị bắt là 1897 và 1898. Ông đã cố gắng trốn thoát vào ngày thứ 20 của thời gian bị giam giữ nhưng bị bắt và bị kết án tù chung thân thông qua  Pyeongniwon (평리원; 平理院). Ông bị giam giữ tại Nhà tù Hanseong (한성감옥서; 漢城監獄署). Trong tù, Rhee đã dịch và biên soạn Biên niên sử chiến tranh Trung-Nhật (청일전기; 淸日戰紀), viết Tinh thần độc lập (독립정신; 獨立精神), biên soạn Từ điển Anh-Hàn mới (신영한사전; 新英韓辭典) and và viết trên Báo Hoàng gia (제국신문; 帝國新聞). Ông cũng bị tra tấn. Ví dụ về điều này bao gồm các sĩ quan Nhật Bản đốt giấy dầu được nhét vào móng tay của ông, sau đó đập nát từng tờ một.

### Hoạt động chính trị trong và ngoài nước

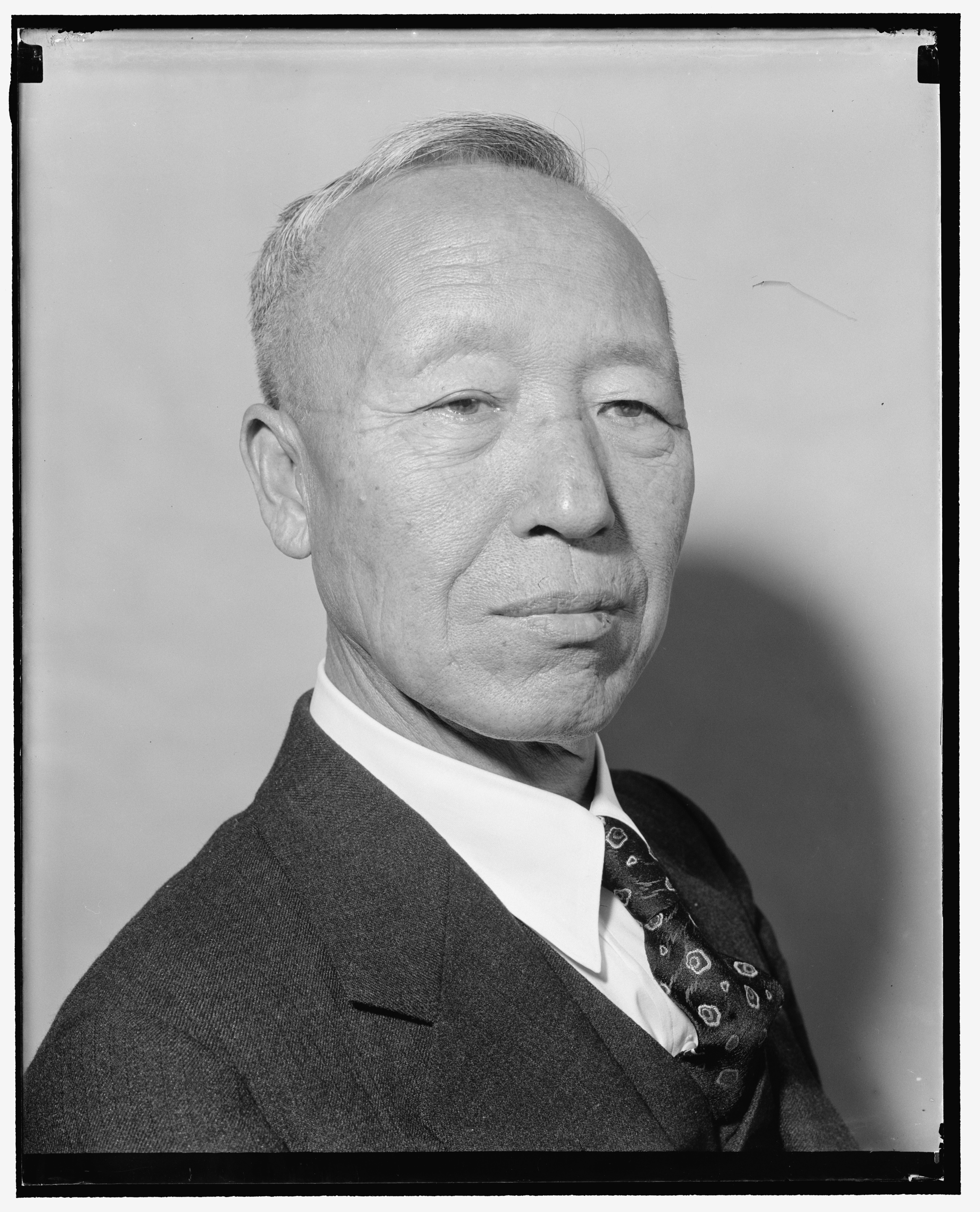
Ảnh của ông lưu tại Thư viện Quốc hội Mỹ, 1939

Năm 1904, ông được thả khỏi tù khi Chiến tranh Nga-Nhật nổ ra với sự giúp đỡ của Min Young-hwan. Tháng 11 năm 1904, với sự giúp đỡ của Min Yeong-hwan và Han Gyu-seol (한규설; 韓圭卨), Rhee chuyển đến Mỹ. Tháng 8 năm 1905, Rhee và Yun Byeong-gu (윤병구; 尹炳求) đã gặp Tổng thống Hoa Kỳ Theodore Roosevelt tại các cuộc đàm phán hòa bình ở Portsmouth, New Hampshire và cố gắng thuyết phục Hoa Kỳ giúp bảo vệ nền độc lập cho Triều Tiên nhưng không thành công.
Rhee tiếp tục ở lại Mỹ; động thái này được mô tả là "lưu vong". Ông lấy bằng Cử nhân Nghệ thuật từ Đại học George Washington năm 1907 và bằng Thạc sĩ Nghệ thuật từ Đại học Harvard năm 1908. Năm 1910, ông lấy bằng Tiến sĩ từ Đại học Princeton với luận án "Neutrality as influenced by the United States" (미국의 영향하에 발달된 국제법상 중립).
Tháng 8 năm 1910, Rhee trở về Triều Tiên do Nhật Bản chiếm đóng. Ông làm điều phối viên và nhà truyền giáo của YMCA. Năm 1912, Rhee bị buộc tội trong Vụ việc 105 người, và bị bắt ngay sau đó. Tuy nhiên, ông đã trốn sang Mỹ vào năm 1912 với lý do của M. C. Harris rằng Rhee sẽ tham gia cuộc họp chung của Giáo hội Giám lý tại Minneapolis với tư cách là đại diện của Triều Tiên.Tại Hoa Kỳ, Rhee đã cố gắng thuyết phục Woodrow Wilson giúp đỡ những người liên quan đến Sự kiện 105 người, nhưng không mang lại bất kỳ thay đổi nào. Ngay sau đó, ông gặp Park Yong-man, người đang ở Nebraska vào thời điểm đó. Vào tháng 2 năm 1913, sau cuộc gặp gỡ, ông chuyển đến Honolulu, Hawaii và tiếp quản Học viện Han-in Jung-ang (한인중앙학원; 韓人中央學園). Tại Hawaii, ông bắt đầu xuất bản Pacific Ocean Magazine (태평양잡지; 太平洋雜誌). Năm 1918, ông thành lập Giáo hội Cơ đốc Han-in (한인기독교회; 韓人基督敎會). Trong thời gian này, ông phản đối lập trường của Park Yong-man về quan hệ đối ngoại của Hàn Quốc và gây ra sự chia rẽ trong cộng đồng. Vào tháng 12 năm 1918, ông được Hiệp hội Quốc gia Triều Tiên chọn cùng với Tiến sĩ Henry Chung DeYoung làm đại diện của Hàn Quốc tại Hội nghị Hòa bình Paris năm 1919 nhưng họ không xin được giấy phép đi Paris. Sau khi từ bỏ chuyến đi đến Paris, Rhee đã tổ chức Đại hội Triều Tiên lần thứ nhất tại Philadelphia với Seo Jae-pil để lập kế hoạch cho hoạt động chính trị trong tương lai liên quan đến nền độc lập của Triều Tiên.
Sau Phong trào 1 tháng 3 năm 1919, Rhee phát hiện ra rằng ông đã được bổ nhiệm vào các vị trí bộ trưởng ngoại giao cho Quốc hội Triều Tiên (một nhóm ở Vladivostok), thủ tướng cho Chính phủ lâm thời Hàn Quốc tại Thượng Hải và một vị trí tương đương với Tổng thống của  Chính phủ lâm thời Hanseong. Vào tháng 6, với tư cách là Tổng thống Cộng hòa Triều Tiên, ông đã thông báo cho các thủ tướng và chủ tịch các hội nghị hòa bình về nền độc lập của Triều Tiên. Vào ngày 25 tháng 8, Rhee thành lập Ủy ban Triều Tiên tại Châu Mỹ và Châu Âu (구미위원부; 歐美委員部) ở Washington, DC. Vào ngày 6 tháng 9, Rhee phát hiện ra rằng ông đã được bổ nhiệm làm quyền Tổng thống cho Chính phủ lâm thời tại Thượng Hải. Từ tháng 12 năm 1920 đến tháng 5 năm 1921, ông chuyển đến Thượng Hải và là quyền chủ tịch cho Chính phủ lâm thời.
Tuy nhiên, Rhee đã không thể hành động hiệu quả với tư cách là Quyền Tổng thống do những xung đột bên trong chính phủ lâm thời ở Thượng Hải. Vào tháng 10 năm 1920, ông trở về Hoa Kỳ để tham gia Hội nghị Hải quân Washington. Trong hội nghị, ông đã cố gắng đưa vấn đề độc lập của Triều Tiên vào chương trình nghị sự và vận động giành độc lập nhưng không thành công.  Vào tháng 9 năm 1922, ông trở về Hawaii để tập trung vào xuất bản, giáo dục và tôn giáo. Vào tháng 11 năm 1924, Rhee được bổ nhiệm làm chủ tịch trọn đời của Hội đồng chí Hàn Quốc (대한인동지회; 大韓人同志會).
tháng 3 năm 1925, Rhee bị luận tội như là Tổng thống của Chính phủ lâm thời tại Thượng Hải vì cáo buộc lạm dụng quyền lực và bị cách chức. Tuy nhiên, ông vẫn tiếp tục tuyên bố vị trí Tổng thống bằng cách nhắc đến Chính phủ lâm thời Hanseong và tiếp tục các hoạt động độc lập thông qua Ủy ban Triều Tiên tại Mỹ và Châu Âu. Vào đầu năm 1933, ông tham gia hội nghị Hội Quốc Liên tại Geneva để đưa ra vấn đề độc lập của Triều Tiên.

Tháng 11 năm 1939, Rhee và vợ rời Hawaii đến Washington, DC. Ông tập trung vào việc viết cuốn sách Japan Inside Out và xuất bản vào mùa hè năm 1941. Với cuộc tấn công vào Trân Châu Cảng và Chiến tranh Thái Bình Dương tiếp theo, bắt đầu vào tháng 12 năm 1941, Rhee đã sử dụng vị trí của mình là chủ tịch bộ phận quan hệ đối ngoại của chính phủ lâm thời tại Trùng Khánh để thuyết phục Tổng thống Franklin D. Roosevelt và Bộ Ngoại giao Mỹ chấp thuận sự tồn tại của chính phủ lâm thời Triều Tiên. Là một phần của kế hoạch này, ông đã hợp tác với các chiến lược chống Nhật do Cơ quan Tình báo chiến lược Mỹ (OSS) tiến hành. Năm 1945, ông tham gia Hội nghị Liên hợp quốc về Tổ chức quốc tế với tư cách là người đứng đầu đại diện Triều Tiên để yêu cầu sự tham gia của chính phủ lâm thời Triều Tiên.

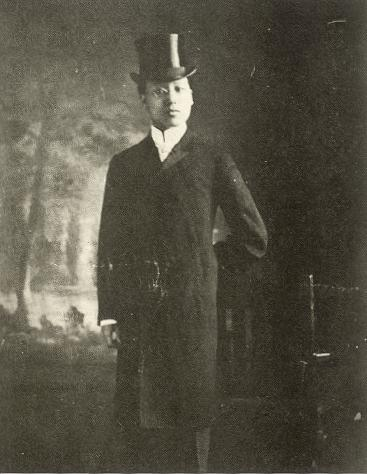
Rhee năm 1905 ăn mặc để gặp Theodore Roosevelt
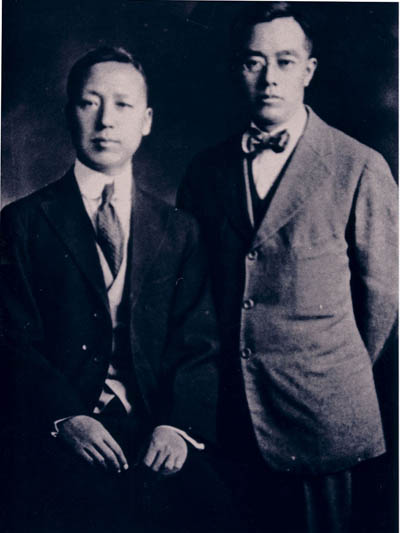
Rhee và Phó Tổng thống Chính phủ lâm thời Triều Tiên Kim Kyu-sik năm 1919

## Nhiệm kỳ tổng thống (1948–1960)

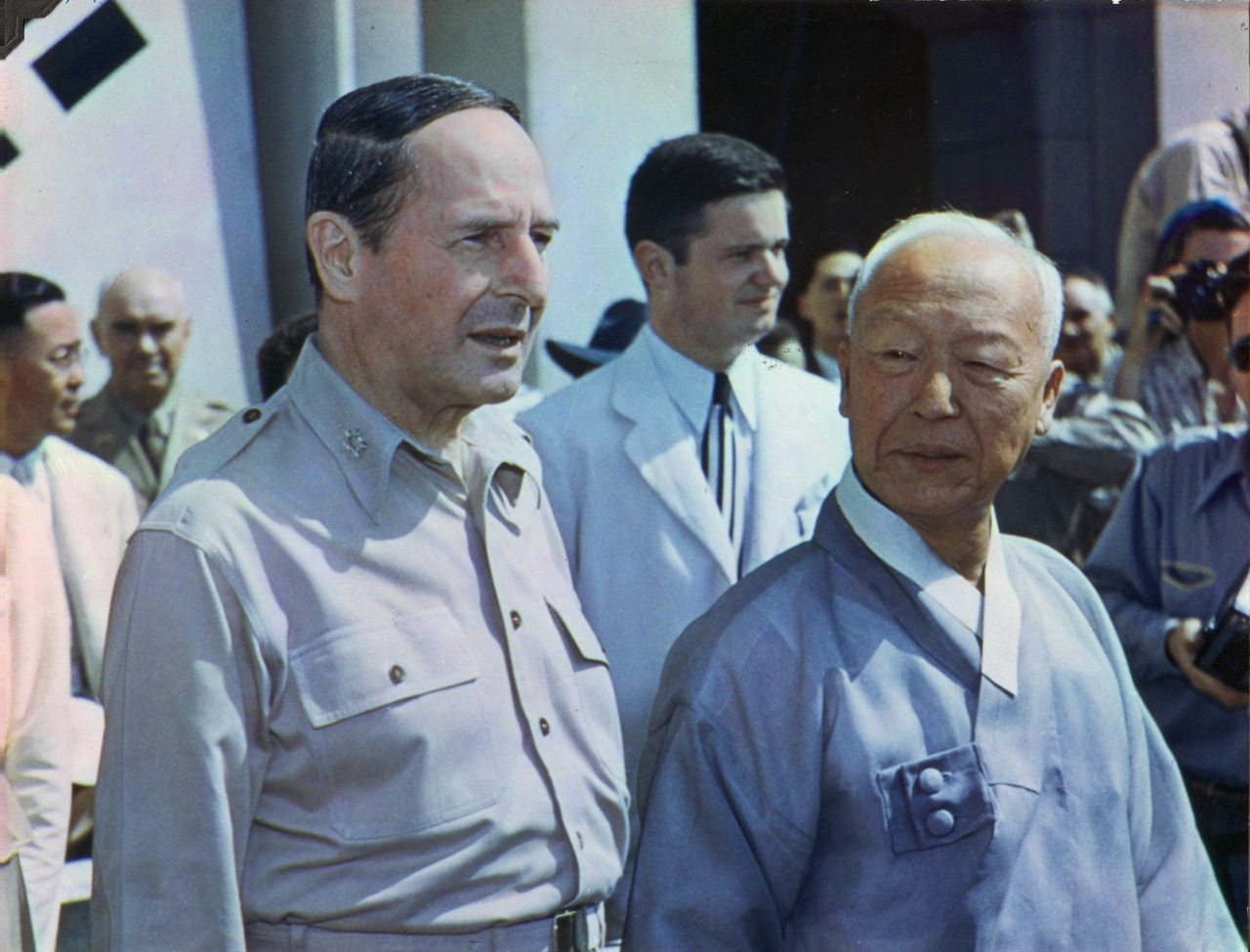
Rhee và tướng Mỹ Douglas MacArthur tại lễ thành lập chính phủ Hàn Quốc

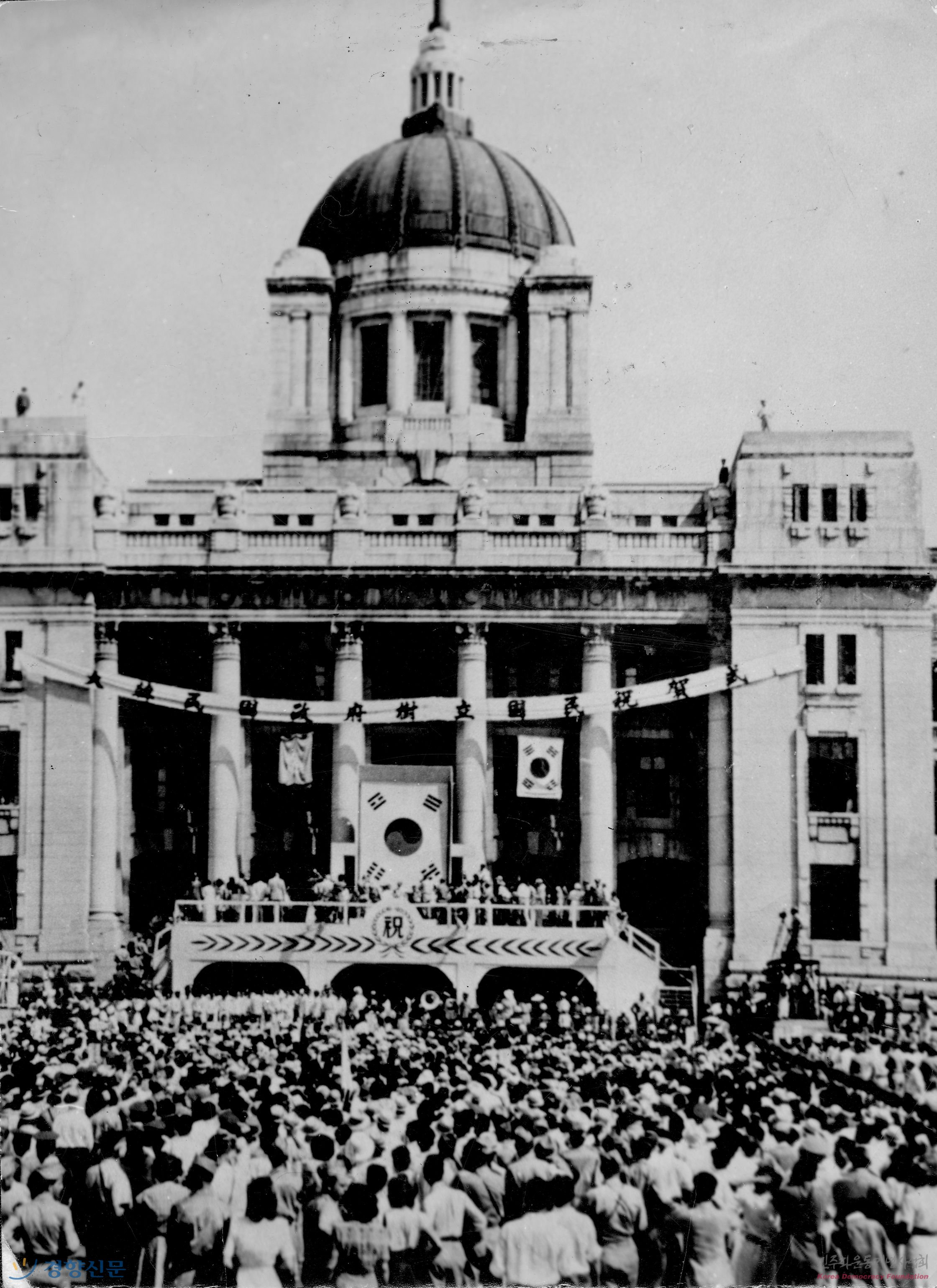
Lễ thành lập chính phủ (ngày 15 tháng 8 năm 1948) ở Dinh Toàn quyền ở Seoul.

### Trở về Hàn Quốc và lên nắm quyền
Sau khi Nhật Bản đầu hàng vào ngày 2 tháng 9 năm 1945, Rhee đã được đưa đến Tokyo trên một máy bay quân sự của Mỹ. Bất chấp sự phản đối của Bộ Ngoại giao, chính phủ quân sự Mỹ đã cho phép Rhee trở về Triều Tiên bằng cách cung cấp cho ông một hộ chiếu vào tháng 10 năm 1945, mặc dù Bộ Ngoại giao từ chối cấp hộ chiếu cho Rhee. Nhà sử học người Anh Max Hastings đã viết rằng "ít nhất cũng có một phần tham nhũng trong giao dịch" vì điệp viên OSS Preston Goodfellow, người đã cung cấp cho Rhee hộ chiếu cho phép ông ta trở về Triều Tiên, dường như đã được Rhee hứa rằng nếu ông ta lên nắm quyền, ông ta sẽ thưởng cho Goodfellow những nhượng bộ thương mại." Sau khi Triều Tiên giành được độc lập và có cuộc gặp bí mật với Douglas MacArthur, Rhee đã bay đến Seoul vào giữa tháng 10 năm 1945 trên chiếc máy bay cá nhân của MacArthur, The Bataan.
Sau khi trở về Triều Tiên, ông đã đảm nhiệm các chức vụ chủ tịch Ủy ban Trung ương Thúc đẩy Độc lập (독립촉성중앙위원회; 獨立促成中央協議會), chủ tịch Cơ quan Lập pháp Dân chủ Đại diện Nhân dân Triều Tiên và chủ tịch Trụ sở Thống nhất (민족통일총본부; 民族統一總本部). Vào thời điểm này, ông cực kỳ chống cộng và phản đối sự can thiệp của nước ngoài; ông phản đối đề xuất của Liên Xô và Mỹ tại Hội nghị Moscow năm 1945 về việc thiết lập chế độ ủy thác cho Triều Tiên. Ông đã xung đột với Đảng Cộng sản, vốn ủng hộ chế độ ủy thác của Mỹ, Vương quốc Anh, Trung Quốc và Liên Xô. Ông cũng từ chối tham gia Ủy ban chung Mỹ-Xô (미소공동위원회; 美蘇共同委員會) cũng như các cuộc đàm phán với miền Bắc.
Trong nhiều thập kỷ, phong trào độc lập của Triều Tiên đã bị chia rẽ bởi chủ nghĩa bè phái và đấu đá nội bộ, và hầu hết các nhà lãnh đạo của phong trào độc lập đều ghét nhau nhiều như họ ghét người Nhật. Rhee, người đã sống nhiều thập kỷ ở Hoa Kỳ, là một nhân vật nổi tiếng ở Triều Tiên, và do đó được coi là một ứng cử viên thỏa hiệp ít nhiều có thể chấp nhận được đối với các phe phái bảo thủ. Syngman Rhee là một nhân vật nổi bật trong phong trào độc lập của Triều Tiên. Ông không chỉ được Kim Ku và Lyuh Woon-hyung ủng hộ làm nhà lãnh đạo của Triều Tiên mà còn được Pak Hon-yong, người đứng đầu Đảng Cộng sản Triều Tiên, ủng hộ. Ông được đề cử làm tổng thống của cả Cộng hòa Nhân dân Triều Tiên và Chính phủ Lâm thời của Cộng hòa Triều Tiên. Quan trọng hơn, Rhee nói tiếng Anh lưu loát, trong khi không có đối thủ nào của ông nói được tiếng Anh, và do đó ông là chính trị gia Triều Tiên được chính phủ chiếm đóng của Mỹ tin tưởng và ủng hộ nhất. Nhà ngoại giao người Anh Roger Makins sau đó đã nhớ lại, "khuynh hướng của người Mỹ là hướng đến một con người hơn là một phong trào — Giraud của người Pháp năm 1942, Tưởng Giới Thạch ở Trung Quốc. Người Mỹ luôn thích ý tưởng đối phó với một nhà lãnh đạo nước ngoài có thể được xác định là 'người của họ'. Họ ít thoải mái hơn nhiều với các phong trào." Makins nói thêm rằng trường hợp tương tự cũng xảy ra với Rhee, vì rất ít người Mỹ thông thạo tiếng Hàn vào những năm 1940 hoặc biết nhiều về Triều Tiên, và đơn giản là chính quyền chiếm đóng của Mỹ dễ đối phó với Rhee hơn là cố gắng hiểu Triều Tiên. Rhee "cay cú, khó chịu, không khoan nhượng" và bị Bộ Ngoại giao Mỹ, nơi đã có quan hệ lâu dài với ông, coi là "kẻ phá hoại nguy hiểm", nhưng Tướng Mỹ John R. Hodge đã quyết định rằng Rhee là người tốt nhất để người Mỹ ủng hộ vì ông nói tiếng Anh lưu loát và có khả năng nói chuyện một cách có thẩm quyền với các sĩ quan Mỹ về các vấn đề của Mỹ. Khi rõ ràng từ tháng 10 năm 1945 trở đi rằng Rhee là chính trị gia Triều Tiên được người Triều Tiên ủng hộ nhất, các nhà lãnh đạo bảo thủ khác đã ủng hộ ông.

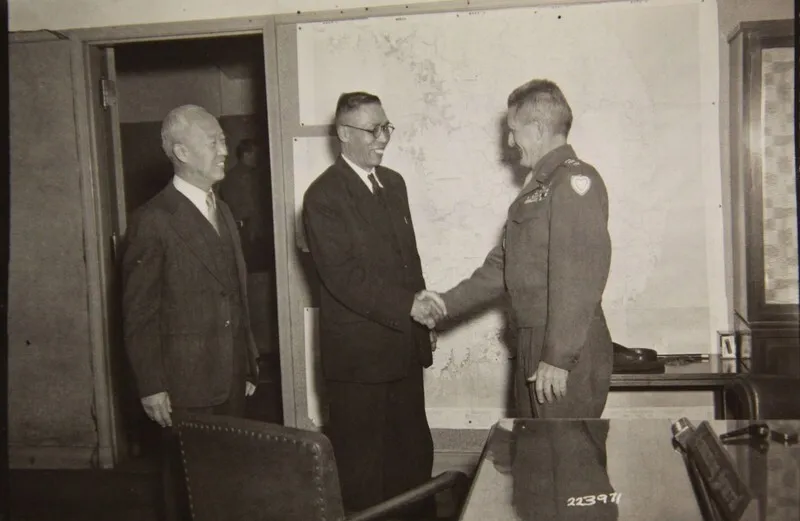
Syngman Rhee và Kim Ku, những người lãnh đạo phong trào chống chế độ ủy thác, gặp Tướng Hodge để thảo luận về chế độ ủy thác.

Chính phủ Mỹ, cảnh giác với những nhân vật chống cộng như Syngman Rhee và Kim Ku, đã ủng hộ những người ôn hòa như Kim Kyu-sik và Lyuh Woon-hyung. Syngman Rhee lãnh đạo phong trào chống chế độ ủy thác chống lại cả Mỹ và Liên Xô, dẫn đến xung đột với chính quyền quân sự Mỹ. Khi cuộc họp đầu tiên của Ủy ban Hợp tác Mỹ-Xô kết thúc mà không có kết quả, ông bắt đầu lập luận vào tháng 6 năm 1946 rằng chính phủ Triều Tiên phải được thành lập như một thực thể độc lập. Cùng tháng đó, ông đã lập ra một kế hoạch dựa trên ý tưởng này và chuyển đến Washington, DC, từ tháng 12 năm 1946 đến tháng 4 năm 1947 để vận động ủng hộ cho kế hoạch. Trong chuyến thăm, các chính sách Ngăn chặn của Harry S. Truman và Học thuyết Truman, được công bố vào tháng 3 năm 1947, đã thực thi các ý tưởng chống cộng của Rhee.
Vào tháng 11 năm 1947, Đại hội đồng Liên hợp quốc công nhận nền độc lập của Triều Tiên và thành lập Ủy ban tạm thời của Liên hợp quốc về Triều Tiên (UNTCOK) thông qua Nghị quyết 112 Vào tháng 5 năm 1948, cuộc bầu cử Hội đồng lập hiến Hàn Quốc được tổ chức dưới sự giám sát của UNTCOK. Ông được bầu mà không có sự cạnh tranh để phục vụ trong Hội đồng lập hiến Hàn Quốc (대한민국 제헌국회; 大韓民國制憲國會) và do đó được chọn làm Chủ tịch Hội đồng. Rhee có ảnh hưởng lớn trong việc tạo ra chính sách nêu rõ rằng Tổng thống Hàn Quốc phải được Quốc hội bầu ra. Hiến pháp năm 1948 của Hàn Quốc được thông qua vào ngày 17 tháng 7 năm 1948.

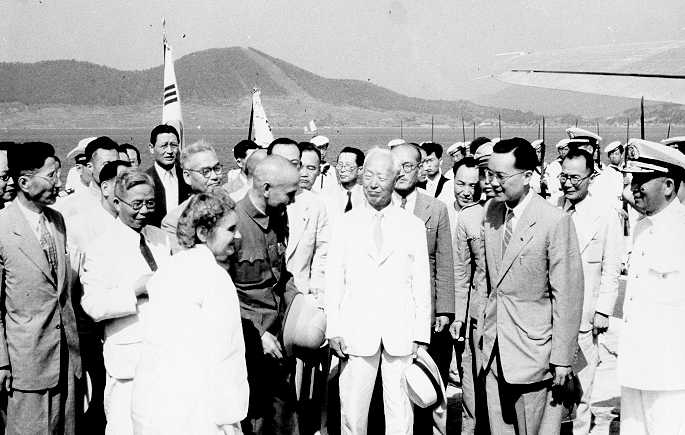
Rhee với Tổng thống Trung Hoa Dân quốc Tưởng Giới Thạch năm 1949

Ngày 20 tháng 7 năm 1948, Rhee được bầu làm tổng thống của Hàn Quốc  trong cuộc bầu cử tổng thống Hàn Quốc năm 1948 với 92,3% số phiếu bầu; ứng cử viên thứ hai, Kim Ku, nhận được 6,7% số phiếu bầu. Ngày 15 tháng 8, Hàn Quốc chính thức được thành lập ở miền Nam, và Rhee được nhậm chức tổng thống đầu tiên. Tháng sau, vào ngày 9 tháng 9, miền Bắc cũng tuyên bố quốc gia là Cộng hòa Dân chủ Nhân dân Triều Tiên. Mối quan hệ của Rhee với giới tinh hoa Triều Tiên chinilpa đã hợp tác với Nhật Bản, theo lời của nhà sử học Hàn Quốc Kyung Moon Hwang, thường "gây tranh cãi", nhưng cuối cùng đã đạt được thỏa thuận trong đó, để đổi lấy sự ủng hộ của họ, Rhee sẽ không thanh trừng giới tinh hoa. Đặc biệt, những người Triều Tiên đã phục vụ trong Cảnh sát Quốc gia thời kỳ thuộc địa, những người mà người Mỹ đã giữ lại sau tháng 8 năm 1945, đã được Rhee hứa rằng công việc của họ sẽ không bị ông đe dọa. Sau khi giành được độc lập vào năm 1948, 53% cảnh sát Hàn Quốc là những người đàn ông đã phục vụ trong Cảnh sát Quốc gia trong thời kỳ Nhật Bản chiếm đóng.

### Đàn áp chính trị

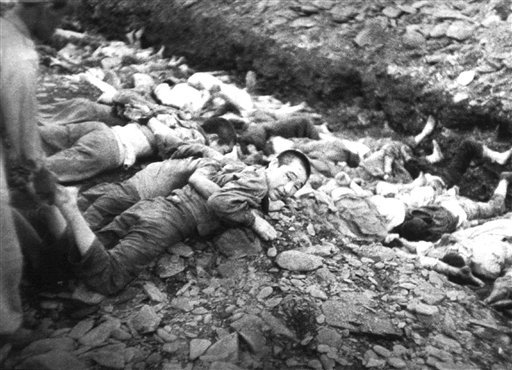
Các tù nhân nằm trên mặt đất trước khi bị quân đội Hàn Quốc hành quyết gần Daejon, Hàn Quốc, tháng 7 năm 1950. Ảnh của Thiếu tá Quân đội Mỹ Abbott.

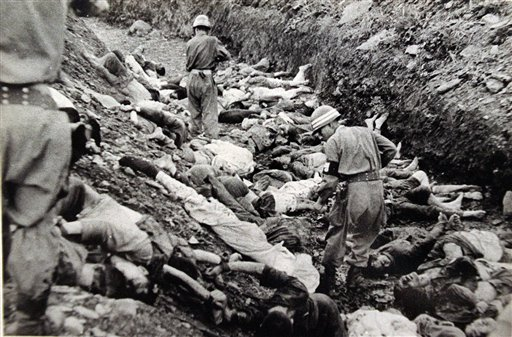
Những người lính Hàn Quốc đi giữa các thi thể tù nhân chính trị Hàn Quốc bị bắn gần Daejon, Hàn Quốc, tháng 7 năm 1950. Ảnh của Thiếu tá Quân đội Mỹ Abbott.

Ngay sau khi nhậm chức, Rhee đã ban hành các luật hạn chế nghiêm ngặt sự bất đồng chính kiến. Có nhiều tranh cãi giữa Rhee và những người đối lập cánh tả của ông. Nhiều người cho rằng nhiều người đối lập cánh tả đã bị bắt và trong một số trường hợp bị giết. Vấn đề gây tranh cãi nhất là vụ ám sát Kim Ku. Vào ngày 26 tháng 6 năm 1949, Kim Ku bị Ahn Doo-hee ám sát, người này đã thú nhận rằng mình đã hành động theo lệnh của Kim Chang-ryong. Nhà sử học người Anh Max Hastings mô tả Ahn Doo-hee là một trong những "sinh vật" của Rhee. Người ta sớm nhận ra rằng phong cách cai trị của Rhee là độc đoán cứng nhắc. Ông cho phép lực lượng an ninh nội bộ (do cánh tay phải của ông, Kim Chang-ryong, đứng đầu) giam giữ và tra tấn những người cộng sản và điệp viên Bắc Triều Tiên bị tình nghi. Chính phủ của ông cũng giám sát một số vụ thảm sát, bao gồm cả việc đàn áp cuộc nổi dậy Jeju trên đảo Jeju, trong đó Ủy ban Sự thật Hàn Quốc báo cáo có 14.373 nạn nhân, 86% do lực lượng an ninh gây ra và 13,9% do phiến quân cộng sản gây ra, và vụ thảm sát Mungyeong.
Đến đầu năm 1950, Rhee đã giam giữ khoảng 30.000 người bị cáo buộc là cộng sản trong các nhà tù của mình và có khoảng 300.000 người bị tình nghi là những người ủng hộ đã ghi danh vào một phong trào "cải tạo" chính thức có tên là Liên đoàn Bodo. Khi quân đội Bắc Triều Tiên tấn công vào tháng 6, các lực lượng Hàn Quốc đang rút lui đã xử tử các tù nhân, cùng với hàng chục nghìn thành viên của Liên đoàn Bodo.

### Chiến tranh Liên Triều
Cả Rhee và Kim Il Sung đều muốn thống nhất bán đảo Triều Tiên dưới chính phủ của họ, nhưng Hoa Kỳ từ chối cung cấp cho Hàn Quốc bất kỳ vũ khí hạng nặng nào, để đảm bảo rằng quân đội của họ chỉ có thể được sử dụng để duy trì trật tự nội bộ và tự vệ. Ngược lại, Bình Nhưỡng được trang bị tốt với máy bay, xe cộ và xe tăng của Liên Xô. Theo John Merrill, "cuộc chiến đã xảy ra trước một cuộc nổi loạn lớn ở miền Nam và các cuộc đụng độ nghiêm trọng dọc theo vĩ tuyến ba mươi tám", và 100.000 người đã chết trong "các cuộc hỗn loạn chính trị, chiến tranh du kích và các cuộc đụng độ biên giới".
Khi chiến tranh nổ ra vào ngày 25 tháng 6 năm 1950, quân đội Bắc Triều Tiên đã phát động một cuộc xâm lược toàn diện vào Hàn Quốc. Mọi sự kháng cự của Hàn Quốc tại vĩ tuyến 38 đều bị áp đảo bởi cuộc tấn công của Bắc Triều Tiên trong vòng vài giờ. Đến ngày 26 tháng 6, rõ ràng là Quân đội Nhân dân Triều Tiên (KPA) sẽ chiếm đóng Seoul. Rhee tuyên bố, "Mọi thành viên Nội các, bao gồm cả tôi, sẽ bảo vệ chính phủ." Vào nửa đêm ngày 28 tháng 6, quân đội Hàn Quốc đã phá hủy Cầu Hán, ngăn cản hàng nghìn công dân chạy trốn. Vào ngày 28 tháng 6, quân đội Bắc Triều Tiên đã chiếm đóng Seoul.
Trong thời gian Bắc Triều Tiên chiếm đóng Seoul, Rhee đã thành lập một chính quyền tạm thời tại Busan và tạo ra một vành đai phòng thủ dọc theo Naktong Bulge. Một loạt các trận chiến đã xảy ra sau đó, sau này được gọi chung là Trận Naktong Bulge. Sau Trận Inchon vào tháng 9 năm 1950, quân đội Bắc Triều Tiên đã bị đánh tan tác, và Bộ Tư lệnh Liên hợp quốc (UNC) cùng các lực lượng Hàn Quốc không chỉ giải phóng toàn bộ Hàn Quốc mà còn chiếm đóng phần lớn Bắc Triều Tiên. Tại các khu vực của Bắc Triều Tiên do lực lượng UNC chiếm giữ, các cuộc bầu cử được cho là do Liên hợp quốc quản lý nhưng thay vào đó lại bị người Hàn Quốc tiếp quản và quản lý. Rhee nhấn mạnh vào Bukjin Tongil – chấm dứt chiến tranh bằng cách chinh phục Bắc Triều Tiên, nhưng sau khi Trung Quốc tham chiến vào tháng 11 năm 1950, lực lượng UNC đã phải rút lui. Trong thời kỳ khủng hoảng này, Rhee đã ra lệnh thảm sát vào tháng 12 năm 1950. Rhee hoàn toàn cam kết thống nhất Triều Tiên dưới sự lãnh đạo của mình và ủng hộ mạnh mẽ lời kêu gọi của MacArthur về việc chống lại Trung Quốc, ngay cả khi có nguy cơ gây ra chiến tranh hạt nhân với Liên Xô.
Hastings lưu ý rằng, trong chiến tranh, mức lương chính thức của Rhee bằng 37,50 đô la một tháng. Cả vào thời điểm đó và kể từ đó, đã có nhiều suy đoán về cách chính xác Rhee xoay xở để sống bằng số tiền này. Toàn bộ chế độ Rhee khét tiếng vì tham nhũng, với mọi người trong chính phủ từ Tổng thống trở xuống đều ăn cắp càng nhiều càng tốt từ cả ngân sách công và viện trợ của Mỹ. Chế độ Rhee đã tham gia vào "những hành vi tham nhũng tồi tệ nhất", với việc binh lính Hàn Quốc không được trả lương trong nhiều tháng vì các sĩ quan của họ biển thủ tiền lương của họ, thiết bị do Mỹ cung cấp được bán trên thị trường chợ đen và quy mô quân đội bị phình to bởi hàng trăm nghìn "lính ma" chỉ tồn tại trên giấy tờ, cho phép các sĩ quan của họ ăn cắp tiền lương mà đáng lẽ phải được trả nếu những người lính này thực sự tồn tại. Các vấn đề về tinh thần sa sút mà quân đội gặp phải phần lớn là do sự tham nhũng của chế độ Rhee. Vụ bê bối tồi tệ nhất trong chiến tranh - thực sự là của toàn bộ chính phủ Rhee - là Sự cố Quân đoàn Phòng vệ Quốc gia. Rhee thành lập Quân đoàn Phòng vệ Quốc gia vào tháng 12 năm 1950, với mục đích là một lực lượng dân quân bán quân sự, bao gồm những người đàn ông không thuộc quân đội hoặc cảnh sát được tuyển vào quân đoàn để thực hiện nhiệm vụ an ninh nội bộ. Trong những tháng tiếp theo, hàng chục nghìn người đàn ông của Quân đoàn Phòng vệ Quốc gia đã chết đói hoặc chết cóng trong doanh trại không có lò sưởi của họ, vì những người đàn ông này thiếu đồng phục mùa đông và thức ăn. Ngay cả Rhee cũng không thể làm ngơ trước cái chết của rất nhiều người và đã ra lệnh điều tra. Người ta tiết lộ rằng chỉ huy của Quân đoàn Phòng vệ Quốc gia, Tướng Kim Yun Gun, đã đánh cắp hàng triệu đô la Mỹ vốn được dùng để sưởi ấm doanh trại và cung cấp thức ăn và quần áo cho những người đàn ông. Kim và năm sĩ quan khác đã bị xử bắn công khai tại Daegu vào ngày 12 tháng 8 năm 1951, sau khi họ bị kết tội tham nhũng.
Vào mùa xuân năm 1951, Rhee—người đã tức giận về việc Tổng thống Truman sa thải MacArthur khỏi chức chỉ huy UNC—đã chỉ trích trong một cuộc phỏng vấn báo chí chống lại Anh, những người mà ông đổ lỗi cho việc sa thải MacArthur. Rhee tuyên bố, "Quân đội Anh đã sống quá lâu so với sự chào đón của họ ở đất nước tôi." Ngay sau đó, Rhee nói với một nhà ngoại giao Úc về quân đội Úc chiến đấu cho đất nước của ông, "Họ không còn được chào đón ở đây nữa. Hãy nói điều đó với chính phủ của bạn. Quân đội Úc, Canada, New Zealand và Anh đều đại diện cho một chính phủ hiện đang phá hoại nỗ lực dũng cảm của người Mỹ nhằm giải phóng hoàn toàn và thống nhất đất nước bất hạnh của tôi."
Trong các cuộc đàm phán đình chiến Chiến tranh Triều Tiên, một trong những vấn đề gây tranh cãi nhất là việc hồi hương tù binh chiến tranh (POW). UNC ủng hộ nguyên tắc hồi hương tự nguyện, cho phép tù binh chiến tranh lựa chọn có trở về nước hay không. Ngược lại, phía cộng sản nhấn mạnh vào việc hồi hương bắt buộc, yêu cầu tất cả tù binh chiến tranh phải được trả lại bất kể sở thích của họ. Sự bất đồng này đã kéo dài các cuộc đàm phán và một thỏa thuận chỉ đạt được vào ngày 8 tháng 6 năm 1953. Tuy nhiên, Rhee phản đối mạnh mẽ lệnh đình chiến, lo ngại rằng nó sẽ khiến Hàn Quốc dễ bị xâm lược trong tương lai và tin rằng nó không đảm bảo được an ninh lâu dài của đất nước. Vào ngày 18 tháng 6 năm 1953, Rhee đơn phương ra lệnh thả hơn 27.000 tù binh chiến tranh chống cộng bị giam giữ tại các trại trên khắp Hàn Quốc, bao gồm cả các trại ở Busan, Masan và Daegu. Hành động này đã gây sốc cho Mỹ, Liên hợp quốc và phía cộng sản, vì nó được coi là một thách thức trực tiếp đối với các cuộc đàm phán đình chiến đang diễn ra. Việc thả tù binh chiến tranh cũng dẫn đến thương vong, với hàng chục tù binh chiến tranh được cho là đã thiệt mạng hoặc bị thương trong quá trình này. Quyết định thả tù binh chiến tranh của Rhee được hiểu là phục vụ nhiều mục đích. Trong nước, quyết định này được coi là một động thái trao trả tự do cho các tù nhân chống cộng sản từ chối trở về các quốc gia cộng sản quê hương của họ. Trên trường quốc tế, đây là một động thái chính trị táo bạo nhằm khẳng định vai trò của Hàn Quốc trong quá trình đình chiến và gây sức ép buộc Mỹ cam kết bảo vệ Hàn Quốc. Rhee vô cùng bất mãn với việc các cuộc đàm phán đình chiến được tiến hành mà không có sự tham gia tích cực của chính phủ Hàn Quốc. Hành động của ông nhằm đảm bảo an ninh cho Hàn Quốc thông qua việc ký kết Hiệp ước phòng thủ chung Mỹ - Hàn. Mặc dù việc đơn phương thả tù binh chiến tranh đã tạm thời làm gián đoạn các cuộc đàm phán đình chiến, nhưng cuối cùng nó đã củng cố vị thế của Hàn Quốc trong các cuộc đàm phán sau chiến tranh.

Vào ngày 27 tháng 7 năm 1953, Chiến tranh Triều Tiên, thường được gọi là "một trong những cuộc chiến tàn khốc và gây ức chế nhất của thế kỷ 20", đã kết thúc mà không có bên nào chiến thắng rõ ràng. Hiệp định đình chiến Triều Tiên đã được ký kết bởi các chỉ huy quân sự đại diện cho Trung Quốc, Bắc Triều Tiên và Bộ Tư lệnh Liên hợp quốc (UNC), do Mỹ đứng đầu. Tuy nhiên, Hàn Quốc (ROK), dưới sự lãnh đạo của Rhee, đã từ chối ký vào hiệp định. Việc ông từ chối chấp thuận hiệp định đình chiến cuối cùng đã dẫn đến việc ký kết Hiệp ước phòng thủ chung Mỹ - Hàn vào tháng 10 năm 1953, đảm bảo sự hỗ trợ quân sự của Mỹ cho Hàn Quốc và củng cố vai trò của nước này như một đồng minh quan trọng ở Đông Á trong Chiến tranh Lạnh.

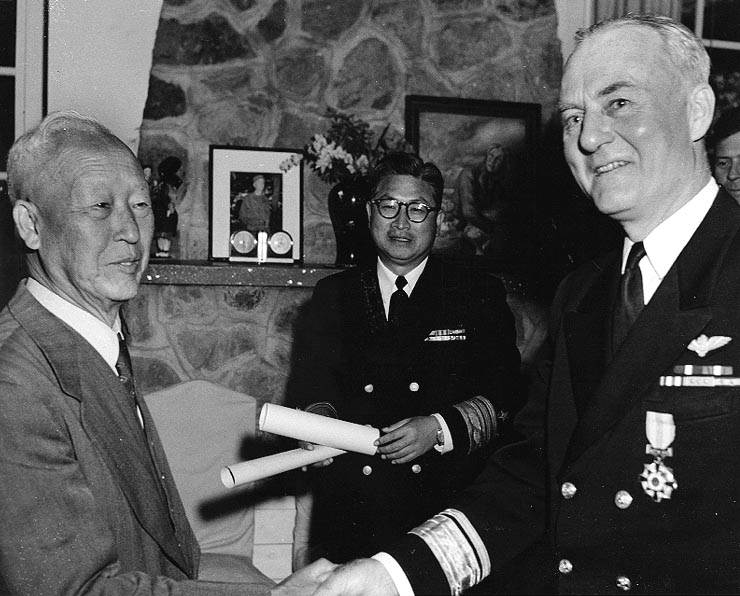
Rhee trao tặng huy chương cho Chuẩn đô đốc Hải quân Mỹ Ralph A. Ofstie trong Chiến tranh Triều Tiên năm 1952
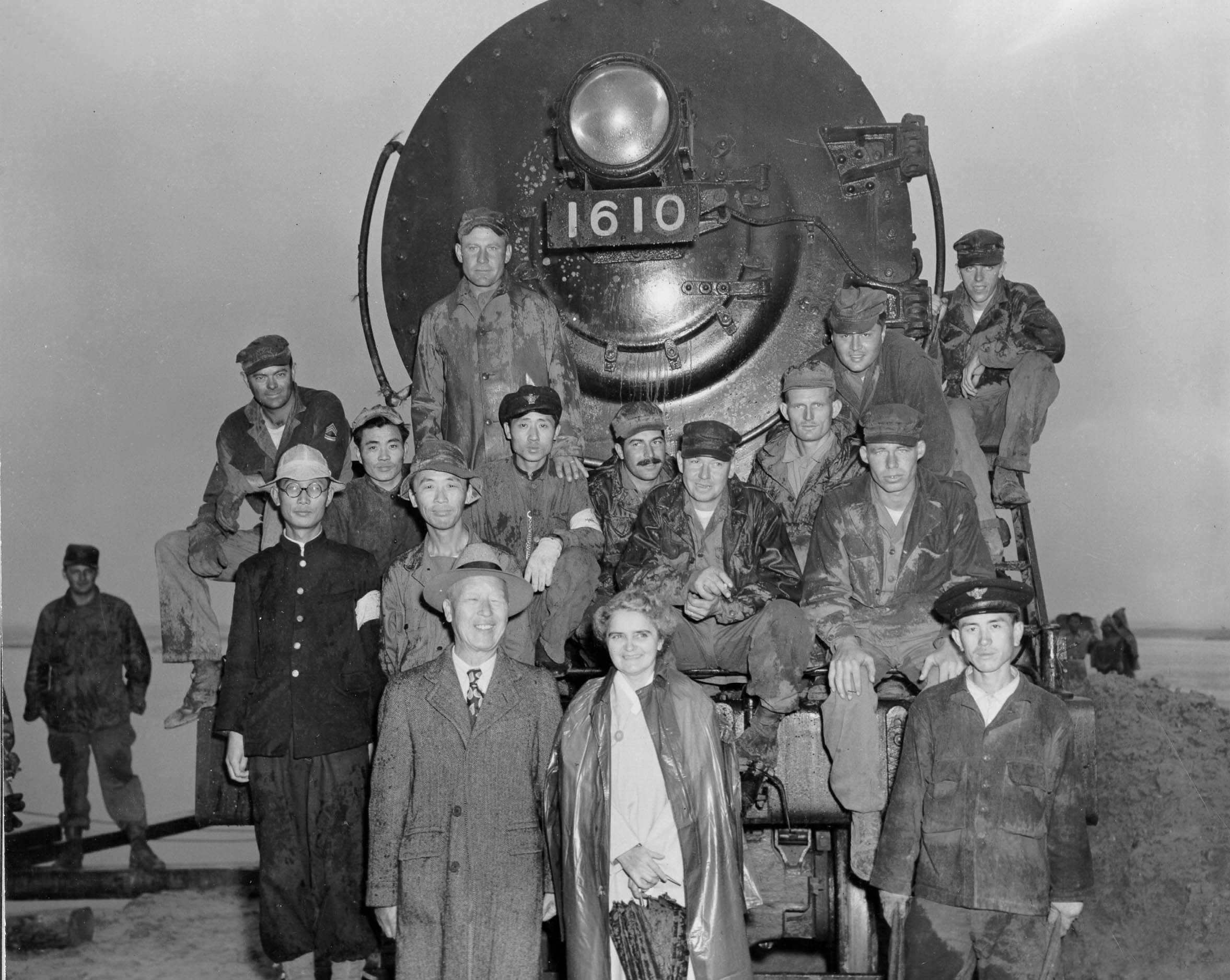
Rhee và vợ chụp ảnh cùng các nhân viên của Quân đoàn Công binh Lục quân vào năm 1950 tại Cầu Sông Hàn
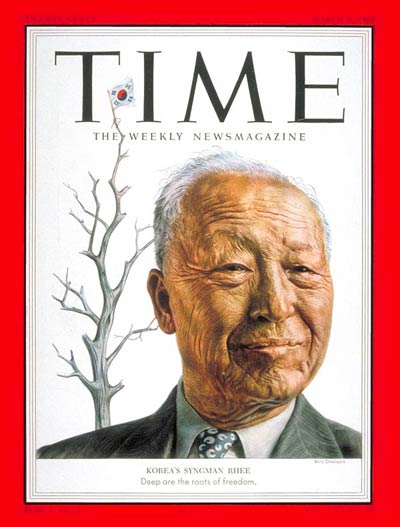
Rhee trên trang bìa tạp chí Time, 1953

### Tái đắc cử
Do sự bất mãn lan rộng với tình trạng tham nhũng và đàn áp chính trị của Rhee, người ta cho rằng Rhee sẽ không được Quốc hội bầu lại. Để tránh điều này, Rhee đã cố gắng sửa đổi hiến pháp để cho phép ông tổ chức bầu cử tổng thống bằng hình thức bỏ phiếu phổ thông trực tiếp. Khi Quốc hội bác bỏ sửa đổi này, Rhee đã ra lệnh bắt giữ hàng loạt các chính trị gia đối lập và sau đó thông qua sửa đổi mong muốn vào tháng 7 năm 1952. Trong cuộc bầu cử tổng thống tiếp theo, ông đã nhận được 74% số phiếu bầu.

### Những thách thức kinh tế sau chiến tranh
Vào thời điểm thành lập năm 1948, Hàn Quốc là một trong những quốc gia nghèo nhất thế giới. Mười hai năm sau, vào năm 1960, nước này giữ vị trí này với thu nhập bình quân đầu người tương đương với Haiti. Mặc dù Hàn Quốc chủ yếu là một xã hội nông nghiệp đã trải qua một số quá trình công nghiệp hóa trong thời kỳ Nhật Bản đô hộ từ năm 1910 đến năm 1945, chủ yếu ở các tỉnh phía bắc, nhưng nước này đã phải đối mặt với những thách thức đáng kể.
Việc chia cắt Triều Tiên vào năm 1945 bởi Liên Xô và Mỹ đã dẫn đến việc thành lập hai quốc gia: Cộng hòa Dân chủ Nhân dân Triều Tiên (DPRK) ở phía bắc và Đại Hàn Dân Quốc ở phía nam. CHDCND Triều Tiên thừa hưởng hầu hết các ngành công nghiệp, khai khoáng và hơn 80% sản lượng điện. Ngược lại, Hàn Quốc sở hữu phần lớn các vùng nông nghiệp năng suất, nhưng chúng hầu như không đủ để nuôi sống một dân số đông đúc và đang tăng nhanh.
Giai đoạn sau chiến tranh được đánh dấu bằng sự phục hồi rất chậm, mặc dù Hàn Quốc là một trong những nước nhận viện trợ nước ngoài bình quân đầu người lớn nhất Việc thiếu kế hoạch hóa tập trung, đầu tư tối thiểu vào cơ sở hạ tầng, sử dụng kém quỹ viện trợ, tham nhũng trong chính phủ, bất ổn chính trị và mối đe dọa về một cuộc chiến tranh mới với Triều Tiên khiến đất nước này rất kém hấp dẫn đối với cả các nhà đầu tư trong và ngoài nước. Ngoài ra, nỗi sợ tái tạo sự phụ thuộc vào Nhật Bản đã ngăn cản Seoul mở cửa đất nước để giao thương và đầu tư với nước láng giềng thịnh vượng của mình.

### Từ chức và lưu vong
Sau khi chiến tranh kết thúc vào tháng 7 năm 1953, Hàn Quốc đã phải vật lộn để tái thiết sau sự tàn phá trên toàn quốc. Đất nước vẫn ở mức phát triển của Thế giới thứ ba và phụ thuộc rất nhiều vào viện trợ của Mỹ. Rhee dễ dàng được bầu lại lần cuối cùng vào năm 1956, vì hiến pháp năm 1948 giới hạn tổng thống chỉ được giữ hai nhiệm kỳ liên tiếp. Tuy nhiên, ngay sau khi tuyên thệ nhậm chức, ông đã yêu cầu cơ quan lập pháp sửa đổi hiến pháp để cho phép tổng thống đương nhiệm được ra tranh cử với số nhiệm kỳ không giới hạn, bất chấp sự phản đối của phe đối lập.
Vào tháng 3 năm 1960, Lỹ Thừa Vãn, 84 tuổi, đã giành được nhiệm kỳ thứ tư tại vị với tư cách là tổng thống. Chiến thắng của ông được đảm bảo với 100% số phiếu bầu sau khi ứng cử viên đối lập chính, Cho Byeong-ok, qua đời ngay trước cuộc bầu cử ngày 15 tháng 3.
Rhee muốn học trò của mình, Lee Ki-poong, được bầu làm Phó Tổng thống—một chức vụ riêng biệt theo luật pháp Hàn Quốc vào thời điểm đó. Khi Lee, người đang chạy đua với Chang Myon (đại sứ tại Mỹ trong Chiến tranh Triều Tiên, một thành viên của Đảng Dân chủ đối lập) giành chiến thắng với số phiếu áp đảo, Đảng Dân chủ đối lập tuyên bố cuộc bầu cử đã bị gian lận. Điều này đã gây ra sự tức giận trong một bộ phận dân chúng Hàn Quốc vào ngày 19 tháng 4. Khi cảnh sát bắn vào những người biểu tình ở Masan, cuộc Cách mạng tháng Tư do sinh viên lãnh đạo đã buộc Rhee phải từ chức vào ngày 26 tháng 4.
Sau khi từ chức, ông đã dành một tháng tại Nhà Ihwajang và lên đường lưu vong ở Hawaii bằng máy bay vào ngày 29 tháng 5. Cựu tổng thống, vợ ông và con nuôi của họ sau đó đã sống lưu vong ở Honolulu, Hawaii.

## Cái chết
Rhee qua đời vì biến chứng đột quỵ tại Honolulu vào ngày 19 tháng 7 năm 1965. Một tuần sau, thi thể của ông được đưa về Seoul và chôn cất tại Nghĩa trang Quốc gia Seoul.

## Cuộc sống cá nhân
Rhee kết hôn với Seungseon Park từ năm 1890 đến năm 1910. Park ly hôn Rhee ngay sau cái chết của con trai họ là Rhee Bong-su vào năm 1908, có lẽ là vì cuộc hôn nhân của họ không có sự gần gũi do các hoạt động chính trị của ông.
Tháng 2 năm 1933, Rhee gặp Franziska Donner người Áo tại Geneva. Vào thời điểm đó, Rhee đang tham gia một cuộc họp của Hội Quốc Liên và Donner đang làm phiên dịch. Tháng 10 năm 1934, họ kết hôn tại thành phố New York. Bà cũng làm thư ký cho ông.
Trong những năm sau cái chết của Bong-su, Rhee đã nhận nuôi ba người con trai. Người đầu tiên là Rhee Un-soo, tuy nhiên, Rhee lớn tuổi đã chấm dứt việc nhận con nuôi vào năm 1949. Người con nuôi thứ hai là Lee Kang-seok, con trai cả của Lee Ki-poong, là hậu duệ của Hoàng tử Hyoryeong và do đó là anh em họ xa của Rhee; nhưng Lee đã tự tử vào năm 1960. Sau khi Rhee bị lưu đày, Rhee In-soo, là hậu duệ của Hoàng tử Yangnyeong giống như Rhee, đã được ông nhận làm người thừa kế.

## Di sản

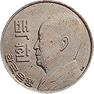
Rhee được mô tả trên đồng xu 100 hwan phát hành năm 1959

Ngôi nhà cũ của Rhee tại Seoul, Ihwajang, hiện được sử dụng làm bảo tàng tưởng niệm tổng thống. Quỹ Bảo tồn Tổng thống Woo-Nam đã được thành lập để tôn vinh di sản của ông. Ngoài ra còn có một bảo tàng tưởng niệm nằm ở Hwajinpo gần ngôi nhà nhỏ của Kim Il Sung.
Rhee đã thấm nhuần vào Hàn Quốc một di sản của chế độ độc tài kéo dài với chỉ một vài lần gián đoạn ngắn cho đến năm 1988. Một trong những lần gián đoạn đó xảy ra khi đất nước áp dụng chế độ nghị viện với một tổng thống tượng trưng để đáp lại những hành vi lạm dụng của Rhee. Đệ nhị Cộng hòa này chỉ tồn tại một năm trước khi bị lật đổ trong một cuộc đảo chính quân sự năm 1961. Tuy nhiên, bất chấp điều này, tổng thống kế nhiệm Park Chung Hee đã chỉ trích chế độ của Rhee, đặc biệt là vì chế độ này thiếu tập trung vào phát triển kinh tế và công nghiệp. Bắt đầu từ thời Park, vị thế của Rhee và phe "ngoại giao" của ông trong phong trào giành độc lập của Hàn Quốc đã rơi vào nhận thức của công chúng ủng hộ Kim Ku và Ahn Jung-geun, những người đại diện cho phe "kháng chiến vũ trang" của phong trào giành độc lập cánh hữu, những người được Park ưa thích; con trai của Kim là Kim Shin và cháu trai của Ahn là  Ahn Chun-saeng đều hợp tác với chế độ Park của Đệ tam và Đệ tứ Cộng hòa.
Rhee bắt đầu được đánh giá lại sau khi dân chủ hóa vào năm 1987, và đặc biệt gắn liền với cái gọi là phong trào Tân Hữu, một số thành viên trong phong trào này cho rằng những thành tựu của Rhee đã bị đánh giá thấp một cách sai lầm và ông nên được coi là người cha lập quốc của Hàn Quốc. Một ví dụ sớm và nổi bật về tài liệu như vậy là Tập 2 của Re-Understanding the History of Pre- and Post-Liberation (해방 전후사의 재인식), được xuất bản vào năm 2006 bởi nhiều học giả "Tân Hữu". Tranh chấp học thuật này đã hình thành nên một trong những mầm mống gây ra những tranh cãi về sách giáo khoa lịch sử sau này ở đất nước này.
Trong mọi trường hợp, quan điểm này không lan rộng nhiều ra ngoài cánh hữu, với một cuộc khảo sát của Gallup Korea năm 2023 cho thấy chỉ có 30% số người được hỏi nói rằng Rhee "đã làm nhiều điều tốt", so với 40% cho rằng ông "đã làm nhiều điều sai trái" và 30% không có ý kiến hoặc không phản hồi. Hơn nữa, chỉ khoảng một nửa số người ủng hộ đảng bảo thủ, cũng như một nửa số người tự nhận là bảo thủ, đưa ra phản hồi đầu tiên

### Trong văn hóa đại chúng
- Do Lee Chang-hwan thủ vai trong loạt phim truyền hình Eyes of Dawn của đài MBC năm 1991–1992.
- Do Kwon Sung-deok thủ vai trong loạt phim truyền hình Seoul 1945 của đài KBS1 năm 2006.
- Trong tập phim M*A*S*H có tựa đề "Mail Call, Again", Radar có nhắc đến một cuộc diễu hành ở Seoul do Syngman Rhee "lại được bầu làm nhà độc tài".[101]
- Rhee được nhắc đến trong lời bài hát đĩa đơn năm 1989 của ca sĩ Billy Joel, "We Didn't Start the Fire".[102]
- RRhee được nhắc đến trong bộ phim I Married a Communist của Philip Roth.
- Bộ phim tài liệu mới của Rhee, The Birth of Korea (건국전쟁) được phát hành vào năm 2024, nhằm tái lập di sản và các tác phẩm của ông.
- Phần 3 của podcast cánh tả Blowback phát hành năm 2022 bao gồm thông tin chi tiết về chế độ cai trị của Rhee, đặc biệt là vai trò của ông liên quan đến chính sách đối ngoại Chiến tranh Lạnh của Mỹ.

## Tác phẩm
- The Spirit of Independence (독립정신; 獨立精神; 1904)
- Neutrality as Influenced by the United States (1912)
- Japan Inside and Out (1941)